# Лавалуазијенска техника
Левалуазијенска техника окресивања је палеолитска, најстарија осмишљена техника окресивања праисторијских камених алатки, која је заснована на претходној припреми каменог језгра ради добијања одбитка стандардне форме и величине. Овакав одбитак се касније поново обрађивао (секундарна обрада). Форма алатке је унапред осмишљена и добија се по окончању припреме језгра.
Техника је била погодна за добијање шиљака и стругача. Јавља се током палеолита (ашелска култура, бохуницијен, мустеријен итд.)
Левалуазијенском техником се од језгра одбијао већи број одбитака, тако да су фасете остајале повезане. Од фасета се вршило даље одбијање према средишту језгра. 